# Франк Клавонн
Франк Клавонн (нім. Frank Klawonn, 22 березня 1966) — німецький академічний веслувальник.
Олімпійський чемпіон 1988 року в складі розпашної четвірки зі стерновим.
Чемпіон світу 1986, 1987 років у складі розпашної четвірки зі стерновим.